# Rojales
Rojales es un municipio de la Comunidad Valenciana, España. Situado en la provincia de Alicante, en la comarca de la Vega Baja del Segura, a orillas del río Segura, que atraviesa el núcleo tradicional a lo largo de dos kilómetros en su último recorrido antes de desembocar en el Mediterráneo,[cita requerida] hecho que justifica la existencia de un puente de sillería construido en tiempos del rey Carlos III, en el siglo XVIII, conservado y totalmente en uso. Actualmente, es un municipio con fuerte incremento de actividades del sector servicios, donde el turismo está en primer lugar, siendo uno de los más demandados.Dispone de una importantísima actividad cultural en torno a sus numerosos museos (Arqueológico-Paleontológico, Museo de la Huerta,de la Semana Santa, EcoMuseo), y teatro, sede del Certamen Nacional de Nanas, Villancicos y Polifonía, uno de los más longevos e importantes del país. Paralelamente se ha desarrollado una gran labor rehabilitadora del barrio de las Cuevas del Rodeo constituyendo actualmente un hábitat para la práctica artesana. La existencia de varias y veteranas urbanizaciones residenciales ha originado importantes colectivos poblacionales de otros países europeos, siendo mayoría ingleses y alemanes. Rojales cuenta con el campo de golf La Marquesa, uno de los más antiguos de la provincia.
Cuenta con 17.451 habitantes (INE 2023) la mayoría de los cuales residen en Ciudad Quesada (12.131 habitantes). Rojales es el segundo municipio español con mayor porcentaje de extranjeros[cita requerida] y el primero en la provincia de Alicante. Constituyen el 71,54 % de la población empadronada. A consecuencia de esto el inglés es el idioma más hablado en el municipio.[cita requerida]

## Toponimia
Rojales, a principios del siglo XIV, no recibía este nombre. A esta villa se la denominaba como Roxales.

## Geografía
El pueblo de Rojales se ubica en la costa mediterránea de la provincia de Alicante. Las coordenadas de la villa son latitud: 38°5′18′′ N, longitud: 0º43′27′′ O. Tiene una superficie de 27,56 km2. Se encuentra a 16 metros de altitud sobre el nivel del mar.
Rojales limita con municipios que forman parte de la Vega Baja. Al norte y al noroeste, el término municipal limita con Daya Vieja; al noreste y al este con San Fulgencio. Al sur, al suroeste y al oeste limita con Benijófar. Finalmente, al sureste limita con Guardamar del Segura.

## Historia
Parece ser que los primeros asentamientos humanos que se dieron en el término de Rojales son de finales del Neolítico, entre el IV y III milenio.[cita requerida] Esta presencia se circunscribía a pequeños poblados de chozas cerca del río. Posteriormente, la población aumentó en la Edad del Bronce debido a la aparición de herramientas y esculturas.
Con la dominación musulmana, nos encontramos con que todo el poblamiento rural de la comarca se estructura en función de la ciudad de Orihuela. Destacan la alquería de al-Mudawwir (Almodóvar), que se situaba en el entorno del cerro fortificado de Cabezo Soler y las laderas de Inquisición Grande, un poblamiento medieval que puede considerarse el Rojales musulmán y que dan origen a una de las tradiciones de la zona, la leyenda de La Encantá.
Tras la dominación musulmana, Rojales es un pueblo huertano que está rodeado por la huerta de regadío, que florece con la ampliación en el Bajo Segura de la red de riego en los últimos tramos del río Segura. Esto condicionará la ubicación actual del municipio y de su conjunto hidráulico urbano, que tiene un carácter monumental, estando representado por el Azud, las Boqueras de Acequia, la Noria, y el Puente de Carlos III, obra que une a la población, establecida en las dos márgenes del río.
En cuanto a las edificaciones, la vivienda tradicional de la zona está influida por la casa latino-romana, de patio central y morfológicamente podemos distinguir en ella la fisonomía en ladera de los barrios tradicionales.
En el pueblo encontramos también, en su vertiente sur, un importante conjunto arquitectónico de tipo popular y subterráneo que inicia su construcción en torno al siglo XVIII. Es en esos momentos cuando Rojales comienza a dar los primeros pasos para poder constituirse en población independiente de Guardamar.[cita requerida]
Esa independencia la comprará al rey Carlos III, mediante el pago de una importante cantidad a las arcas reales. Esta cantidad estaba estimada en 1500 maravedíes de vellón. Este proceso de separación, se inició en 1749 y finalizó en 1773, suponiendo la pérdida del núcleo de Rojales y de la mitad del término municipal de Guardamar, que va a ser incorporado a la nueva villa independiente que se ha creado.
Rojales, va a ser a todas luces un ejemplo de crecimiento demográfico y urbanístico ligado a la expansión de la agricultura durante los siglos XVIII y XIX. Se va a producir así un aumento del número de explotaciones agrícolas en forma de fincas o haciendas agrícolas. Se instalan así en el campo casas y barracas para asentar a los nuevos habitantes, arrendatarios y terrajeros que vienen atraídos por esta riqueza del campo y de los marjales. También se produce un aumento de los resultados agrícolas porque la agricultura comercial que se da, ve mayores posibilidades de salida al contar con la posibilidad de embarcar la producción en Guardamar. Con todo lo visto, se produjo un crecimiento general de las ventas y del trabajo de sectores económicos como la artesanía textil, con el lino y el cáñamo a la cabeza, seguidos del filete en esparto. En números redondos, va a resultar que Rojales va a pasar en poco tiempo de ser una aldea con la mitad de la población guardamarenca a convertirse durante el siglo XIX en un pueblo que está en paridad respecto al número de habitantes con Guardamar. De hecho, Miñano, en la descripción que realiza en 1872 de Rojales explica: Era la población floreciente; contaba con unos 2500 habitantes; los productos de su huerta eran riquísimos y abundantes; sus pimientos y alcachofas abastecían a Cartagena, Alicante, Elche, Orihuela y aún Madrid; producía además, naranjas, cereales, barrilla, vino y aceite; contaba con quince telares, un molino harinero, cinco de aceite y una posada.[cita requerida]
El municipio, ha vivido una serie de duras catástrofes. Por un lado, están las riadas del Segura, como las de 1879, 1946, 1948, 1973, 1982, 1987 y 1989, aunque actualmente, el problema es la contaminación que sufren las aguas. La otra catástrofe que vivió Rojales, fue el terremoto de 21 de marzo de 1829, un terremoto de un 6,6 en la escala de Richter, y que causó 30 muertos, 34 heridos, 319 casas destruidas y 81 dañadas.
Finalmente, hay que destacar el desarrollo turístico actual, de la mano de las urbanizaciones establecidas en diferentes zonas del término municipal, que han hecho que la población, normalmente unos 8000 habitantes, se eleve a más de 30 000 en distintos períodos festivos o vacacionales.[cita requerida]

## Geografía humana

### Demografía
Cuenta con una población de 17 162 habitantes (INE 2024).
| Gráfica de evolución demográfica de Rojales entre 1842 y 2021                                                         |
| |
| Población de derecho según los censos de población del INE. Población de hecho según los censos de población del INE. |

| Nacionalidad | Hombres | Mujeres | Total  | %     | Proporción |
| ------------ | ------- | ------- | ------ | ----- | ---------- |
| Española     | 2723    | 2596    | 5319   | 31.3% |            |
| Extranjera   | 5841    | 5783    | 11 624 | 68.6% |            |

| País                 | Hombres | Mujeres | Total | %     | Proporción |
| -------------------- | ------- | ------- | ----- | ----- | ---------- |
| Reino Unido          | 2844    | 2958    | 5802  | 49.9% |            |
| Marruecos            | 423     | 234     | 657   | 5.7%  |            |
| Alemania             | 289     | 315     | 604   | 5.2%  |            |
| Rusia                | 189     | 193     | 382   | 3.3%  |            |
| Francia              | 65      | 75      | 140   | 1.2%  |            |
| China                | 65      | 62      | 127   | 1.1%  |            |
| Bulgaria             | 43      | 40      | 83    | 0.7%  |            |
| Ecuador              | 48      | 33      | 81    | 0.6%  |            |
| Ucrania              | 37      | 42      | 79    | 0.6%  |            |
| Italia               | 41      | 33      | 74    | 0.6%  |            |
| Rumania              | 25      | 41      | 66    | 0.5%  |            |
| Colombia             | 22      | 28      | 50    | 0.4%  |            |
| Polonia              | 21      | 22      | 43    | 0.3%  |            |
| Argentina            | 19      | 19      | 38    | 0.3%  |            |
| Argelia              | 15      | 12      | 27    | 0.2%  |            |
| Brasil               | 4       | 13      | 17    | 0.1%  |            |
| Portugal             | 9       | 4       | 13    | 0.1%  |            |
| Chile                | 7       | 5       | 12    | 0.1%  |            |
| Venezuela            | 5       | 6       | 11    | 0.09% |            |
| Cuba                 | 8       | 2       | 10    | 0.08% |            |
| Perú                 | 3       | 6       | 9     | 0.07% |            |
| Bolivia              | 5       | 3       | 8     | 0.06% |            |
| Nigeria              | 2       | 4       | 6     | 0.05% |            |
| Uruguay              | 2       | 4       | 6     | 0.05% |            |
| Senegal              | 5       | 0       | 5     | 0.04% |            |
| Pakistán             | 4       | 0       | 4     | 0.03% |            |
| Paraguay             | 0       | 4       | 4     | 0.03% |            |
| República Dominicana | 0       | 3       | 3     | 0.02% |            |

En los últimos años, el municipio ha presentado un gran crecimiento demográfico (del +136 % entre 1995 y 2005) debido a la instalación de numerosos extranjeros europeos. Así, se ha convertido en el municipio de toda España con mayor porcentaje de extranjeros censados.[cita requerida]  Constituyen el 71,54 % de la población en 2011. Los británicos forman el colectivo más numeroso (5.802 frente a los 5.319 censados de nacionalidad española), seguido por los alemanes (604 censados). La mayoría de la población reside en Ciudad Quesada con (12.131 habitantes)(INE 2023), zona de urbanizaciones donde predomina la población foránea. El casco histórico cuenta con 4.971 habitantes. Otro núcleo de población es Las Heredades, con 208 (INE 2023). Las 141 personas restantes son las que viven diseminadas por el término municipal.
| Población | 2218 | 2015 | 2542 | 2761 | 3124 | 3584 | 3895 | 4511 | 4365 | 3863 | 4117 | 5227 | 7954 | 20 510 | 16 231 | 16 560 | 17 999 |

## Política
| Periodo   | Nombre                   | Partido |
| --------- | ------------------------ | ------- |
| 1979-1983 | Antonio Martínez García  | IND     |
| 1983-1987 | Antonio Martínez García  | AP      |
| 1987-1991 | Antonio Martínez García  | AP      |
| 1991-1995 | Antonio Martínez García  | PP      |
| 1995-1999 | Antonio Martínez García  | PP      |
| 1999-2003 | Antonio Martínez García  | PP      |
| 2003-2007 | Antonio Pérez García     | PSOE    |
| 2007-2011 | Antonio Martínez Cánovas | PP      |
| 2011-2015 | Antonio Pérez García     | PSOE    |
| 2015-2019 | Antonio Pérez García     | PSOE    |
| 2019-2023 | Antonio Pérez García     | PSOE    |
| 2023-act. | Antonio Pérez García     | PSOE    |

## Monumentos
- Iglesia de San Pedro Apóstol.

Este templo se construyó en la primera mitad del siglo XVIII edificado en mampostería. Las obras de la iglesia parroquial de San Pedro Apóstol comenzaron el 9 de marzo de 1780 y su construcción culminó en 1788. No obstante, el templo quedó destruido, junto a otras construcciones de la localidad, a causa del terremoto que asoló Rojales en 1829. De este modo, su fachada manifiesta hoy día un estilo ecléctico fruto del paso del tiempo y el cambio de estilos arquitectónicos eclesiásticos. Cabe destacar en su interior la gran cúpula, obra de Fray Antón Villanueva, y su cuidada imaginería religiosa. Posteriormente se añadió a la nave principal, la capilla de la Virgen del Rosario. En los años 90 del siglo XX, se restaura la pintura de la iglesia de forma integral. La pintora local Isabel Bass, junto a las alumnas de su taller María Jesús Trives y Mari Carmen Andréu, realiza las espléndidas pinturas del camarín de la Virgen del Rosario, basadas en estampas típicas del pueblo y en la historia de la aparición de la Virgen del Rosario en el año 1936, así como los dos grandes cuadros, copias de la Coronación de la Virgen de Velázquez y la Sagrada Familia de Mengs, que enmarcan la capilla de la querida Patrona de Rojales.[cita requerida]
- Conjunto Monumental Hidráulico Urbano.

El Conjunto Monumental Hidráulico Urbano de la villa presenta también una serie de monumentos de carácter histórico-artístico (tal como se entiende este concepto en la legislación vigente) representados por el Azud, Boqueras de Acequia, Noria y Puente de sillería (siglos XVI-XVIII), que constituyen un hito paisajístico y urbano de singular importancia en la comarca. Este conjunto de carácter hidráulico, situado en el centro del municipio, puede ser otro de los puntos de interés visitables en la población.
En síntesis, el Azud desarrolla una corona circular, con una longitud de 40 m (metros) y 10 m de anchura, que hace elevar el nivel de la corriente del río para desviar agua por el canal de captura de varias acequias mayores y la Noria de Rojales y fue construido en el siglo XVI. Por su parte, La Noria de La Bernada se instala en el río aprovechando el Azud y se fortifica o resguarda con una obra de sillería para no ser dañada por la crecida. La noria es una rueda metálica de gran tamaño que actúa como verdadero puente de nivelación entre el río y las tierras a irrigar de la margen derecha, y los primeros datos históricos sobre su existencia datan del siglo XVI. Y finalmente, el Puente de sillería, monumento cuya fábrica es de perfecta sillería, con tres ojos bajo bóvedas de arco rebajado o carpanel que se proyectan sobre magníficos pilares rematados por sombreretes piramidales, el cual fue construido en el siglo XVIII.
- Puente de Carlos III.

Aguas arriba del azud, un sólido puente, con su calzada formando dos planos, inclinados cruza el río Segura a través de tres amplios ojos. Toda la fábrica de este monumento es de perfecta sillería, con tres ojos bajo bóvedas de arco rebajado o carpanel que se proyectan sobre pilares rematados por sombreretes piramidales. Fue constituido en el siglo XVIII, reinando Carlos III.
- La casa de las conchas.

Esta vivienda tiene una superficie de 250 m² (metros cuadrados) y consta de planta baja y terraza; fue adquirida por D. Manuel Fulleda Alcaraz, en el año 1974, con la intención de fijar su residencia en Rojales, tras permanecer nueve años en Francia.
En esas fechas, la fachada de la vivienda era de cemento y al Sr. Fulleda se le ocurrió cubrirlo con conchas. A lo largo de siete años se ha dedicado a recoger conchas de almejas y mejillones de las playas de Guardamar del Segura y la Manga del Mar Menor. Se calcula que puede haber unas 700 000 conchas. Además de que tardó unos 20 años en colocarlas.
- Museo de la Huerta.

El Museo de la Huerta forma un conjunto arquitectónico, agroecológico y ecomuseístico (entendido como experiencia histórica de cada pueblo interpretando su relación con el ámbito natural, social y cultural) de gran interés. Dicho complejo ecomuseístico se sitúa en el centro de una gran explotación agrícola con una superficie de 30.562 m² y se estructura a partir de las características y los inmuebles que pertenecían a la antigua Hacienda de Los Llanos: casa principal de inspiración modernista, casa secundaria, caballerizas, almazara y los huertos de regadío que la circundan. Las exposiciones etnológicas se integran, a su vez, ambientando el conjunto de inmuebles tradicionales que configuraban dicha hacienda huertana y recogen elementos de la cultura material, oral y espiritual de Rojales, clasificándose en varios conjuntos: los trabajos de la Huerta (la labranza, el regadío, el cáñamo, la trilla, etc.); las actividades artesanales (aperador, corrionero, etc.); la vida doméstica (comedor, dormitorio, sala de costura, etc.); vehículos de transporte tradicional y aparejos de bueyes y caballerías; el aceite (almazara); el ciclo del cereal (panadería y molino tradicional); botica; pesos y medidas; el helado; la caza; la apicultura; etc. Su contenido es el resultado de su propia actividad incrementada progresivamente con los objetos y enseres donados por las personas del municipio, que han colaborado y enriquecido dicho museo. Asimismo, la realidad humana y agroecológica de la Huerta que acoge dicho Museo, integra, producto del esfuerzo de muchas generaciones, un conjunto armonioso de valores y elementos patrimoniales recogidos en la legislación vigente de ámbito autonómico, nacional y europeo relativa al patrimonio cultural y natural. La Huerta es un paraje natural antropizado que integra gran variedad de espacios: campos de cultivo, palmerales, saladares, etc., que constituyen pequeños ecosistemas con una fauna y flora de gran diversidad y de alto valor paisajístico. Es un sitio de interés cultural como producto de la interrelación del hombre y la naturaleza que incluye e ilustra toda una serie de conocimientos y usos tradicionales de la tierra, asociado con tradiciones vivas y bienes históricos de significación universal. Destacado por su patrimonio arquitectónico y agroecológico, es un paraje de gran interés. Pues se trata de un paisaje de regadío de origen andalusí que ha ido evolucionando en función del desarrollo tecnológico y la cambiante producción agrícola.
- Museo Arqueológico-Paleontológico.

El Museo Arqueológico-Paleontológico Municipal implantado en la antigua casa consistorial de la Villa, tras una importante remodelación arquitectónica del edificio y un intenso proceso de estudio y ejecución de interiores (departamentos y salas del museo), divide su espacio expositivo en dos grandes áreas. En primer lugar, el área de paleontología muestra la evolución paleogeográfica del territorio a través de los testimonios de infinidad de seres que vivieron en nuestra zona hace millones de años. Por otra parte, el área de arqueología facilita una comprensión global de la evolución cultural del poblamiento establecido en el entorno de Rojales hasta la fundación de Rojales como aldea y municipio.
- Museo de la Semana Santa, Demófilo Pastor.

El Museo Demófilo Pastor se encuentra en el Centro Cultural de Rojales. La Semana Santa es una de las       fiestas más importantes de la villa, es patrimonio cultural. Las imágenes y tronos que desfilan en esta festividad se sitúan expuestos en el museo.
- El Molino de Viento.

El Molino de Viento constituye una de las construcciones más interesantes de la arquitectura preindustrial de Rojales. Está situado en una de las lomas elevadas del parque Ladrillar para aprovechar mejor la fuerza del viento. El molino, construido en el siglo XVIII, solamente conservaba su fábrica en forma de torre, por lo que su actual restauración (1998) ha permitido restituir sus dos pisos originarios, al igual que la maquinaria y los engranajes interiores, que han sido reconstruidos según sus paralelos tradicionales.
El edificio restaurado sobrepasa la altura de 10 m (metros), comprendiendo el cilindro de la torre y la caperuza. El interior del edificio consta de tres partes:
- La planta baja o silo; zona que servía de almacén, creándose también una cocina, y donde encontraremos los primeros peldaños de la escalera que se ciñe a la estructura circular, conduciendo a otras alturas.[51]
- El primer piso o camareta, donde se encuentra la limpia de harina y el cedazo o cernidora.[51]
- Y el segundo piso, donde encontramos por una parte la limpia del trigo antes de molerlo, y el resto de la maquinaria, cuya imagen se refleja en la fotografía adjunta.[51]

No obstante, será muy curioso observar, en la visita al molino, su parte superior; en donde encontraremos todo el imponente entramado de engranajes de madera que gira con la rueda grande y al que se le denomina ingenio, el cual está cubierto con un techo cónico montado sobre la misma rueda grande y que gira sobre un carril superpuesto al muro circular del edificio. Mientras que ajustado también a la rueda está el eje del molino, que se sujeta al eje vertical por su parte superior, cerca de donde se halla la linterna o carro, y que trabaja con la rueda de engrane, recibiendo su movimiento de las aspas. Su tradicional fachada y el entorno natural que lo enmarca, sobre una pequeña loma, forman una estampa única que hace retroceder al visitante a los tiempos en que sus aspas giraban con el viento para moler el grano y obtener la harina que abastecía a todo el pueblo.
- La Hacienda de los Llanos o de Don Florencio.

Es una explotación agrícola de 30 562 m² (metros cuadrados), ha sido habilitada como Museo de la Huerta, en el que el visitante conoce la realidad del tradicional trabajo en el campo a partir de los inmuebles y utensilios originales de la hacienda y los donados por los vecinos del municipio.
- Ecomuseo del Hábitat Subterráneo.

Con respecto al origen histórico de las viviendas subterráneas de Rojales, es preciso señalar que la mayor parte de las cuevas y casas-cueva que conforman los barrios troglodíticos de la población de Rojales se excavan entre los siglos XVIII, XIX y primeras décadas del XX. Esta respuesta debe relacionarse, fundamentalmente, con la estructura de propiedad concentrada de la tierra heredada del Antiguo Régimen, el paulatino crecimiento demográfico y el auge de la agricultura comercial que protagonizan el siglo XVIII y, principalmente, el XIX en Rojales y su comarca. El Ecomuseo del Hábitat Subterráneo, es un conjunto arquitectónico popular subterráneo de gran importancia etnológica y cultural. Estas cuevas están situadas en los flancos de varios cerros que delimitan al casco urbano por el sur. La entrada en vigor en 1991 del Plan de Rehabilitación de los Barrios de Cuevas, promovido por el Ayuntamiento de Rojales y el Servicio de Patrimonio Cultural, aportó un nuevo enfoque hacia la recuperación de estos barrios subterráneos reafirmando su importancia etnológica como conjunto arquitectónico popular. La reutilización de estas barriadas de cuevas se han beneficiado con la formación de un extenso «Ecomuseo del Hábitat Subterráneo Municipal» (15 cuevas-talleres artesanales y salas de exposición) y Zoco Artesanal en las cuevas rehabilitadas y municipalizadas del barrio del Rodeo. Núcleo atractivo de actividades formativas y participativas donde se organizan entre otras cosas: cursos, actividades extraescolares, ferias y exposiciones del mundo de las artes y oficios artesanos. También se pueden adquirir obras de arte originales y piezas artesanales.
- Los Aljibes de Gasparito.

Los Aljibes de Gasparito, construidos en 1922, son un sistema hidráulico que se abre a lo largo de todo el Cabezo del Molino, procediendo a la búsqueda del agua de lluvia mediante dos extensas acequias o canales de conducción a cielo abierto (superando el kilómetro de longitud cada una) que bordean sus laderas este y oeste. Estas dos canalizaciones, siguiendo una suave pendiente, conducen el agua hasta hacerla desembocar en dos monumentales aljibes o cisternas subterráneas excavadas en el monte. El proceso de excavación de las cisternas subterráneas se realizó según la técnica minera al uso, dirigida por un maestro barrenero.
Desde su construcción, estos aljibes se configuraron como grandes depósitos de captación y comercialización de agua de lluvia, a los que acudían los «aguaores» de varios pueblos a la redonda (Rojales, Formentera, Benijófar y San Fulgencio) a llenar sus botas, que transportaban con el carro de mulas, distribuyendo el agua a los habitantes de los pueblos mencionados.
Su reutilización está posibilitando mostrar como «Ecomuseo del Agua en el Mundo Tradicional» diferentes exposiciones que evocan y reconstruyen diversos aspectos del mundo tradicional al que pertenecen.
- Las cuevas del Rodeo.

Las cuevas del Rodeo son un complejo tradicional de viviendas excavadas en la roca entre los siglos XVIII-XX y habilitadas como cuevas-taller de artesanos y artistas. En el Zoco Artístico Artesanal Subterráneo "Cuevas del Rodeo" se pueden visitar lugares de gran valor cultural natural y artístico. Con un extenso ecomuseo del Hábitat Subterráneo, con parques urbanos en su entorno y un zoco artesanal en las cuevas del barrio del Rodeo. Núcleo atractivo de actividades formativas y participativas donde se organizan entre otras cosas: cursos, conciertos, actividades extraescolares, ferias y exposiciones del mundo de las artes y oficios artesanos.
- Teatro Capitol.

Construido en 1946.[cita requerida]  Actividad que se realiza desde 1977 es el Certamen Nacional de Nanas y Villancicos en la primera quincena de diciembre.
- Otros sitios de interés son:
- El Cabezo Soler.

Monte redondo situado en dirección a Guardamar del Segura, popularmente conocido por ser el enclave de la famosa Leyenda de la Encantá.
- Centro Cultural de Rojales.

Alberga la escuela de música de la Unión Musical Santa Cecilia y el museo de la Semana Santa Demófilo Pastor.

## Cultura
- Fiestas patronales en honor a la Virgen del Rosario.[57]
  - Certamen Nacional de Nanas, Villancicos y Polifonía Villa de Rojales.[13]
  - La Semana Santa de Rojales, constituye para esta villa uno de los más ricos exponentes de su patrimonio artístico y cultural, en lo que se refiere a la expresión popular de un pueblo a través de su historia y tradiciones imperecederas, que han sido transmitidas y consolidadas de generación en generación. La celebración de la Semana Santa de esta villa, ha atravesado en su acontecer por momentos y etapas desiguales. Sus orígenes se remontan a principios del siglo XX cuando vecinos de Rojales empiezan a vislumbrar la idea de conmemorar los días de Pascua con procesiones a semejanza de las oficiadas en poblaciones de tan encomiable tradición semanasantera como es el caso de Orihuela. A partir de entonces es cuando comienzan a instaurarse los pilares que dan soporte a la Semana Santa, tal y como hoy es conocida.[cita requerida] La época que comprende los años de la guerra civil española, es la que establece la etapa más funesta de su memoria. En estos años la práctica totalidad de sus imágenes y tronos fueron destruidos como consecuencia de la contienda bélica.[58] Tras estos años oscuros, la Semana Santa vuelve a resurgir de sus cenizas y de nuevo son reconstruidas sus piezas fundamentales para constituir su periodo de mayor esplendor en la década de los años cincuenta.[cita requerida] Actualmente 16 Cofradías conforman la Semana Santa de Rojales agrupadas en torno a la Junta Mayor de Cofradías y Hermandades: "Jesús Triunfante", " Cruz de los Labradores" y Oración del Huerto", "Flagelación del Señor", " Penitencial Ecce-Homo", "Nuestro Padre Jesús Nazareno", "San Pedro Arrepentido", "Enjugatorio de Jesús", "Santa Crucifixión en el Monte Calvario", "Santo Cristo de la Buena Muerte", "San Juan de la Palma y la Dolorosa", "Santo Sepulcro", "Virgen de la Soledad", "Purisíma Concepción", la "Cofradía de la Samaritana" y este año se incorpora a la Semana Santa de Rojales una nueva hermandad, la Hermandad del Silencio.[59] Imágenes de gran belleza, cargadas de expresividad y portadas en tronos majestuosos,[cita requerida] dan razón de ser a un pueblo que conmemora cada primavera los días de la Pasión, Muerte y Resurrección de Jesucristo.[60] En estos días las calles y plazas de Rojales, sobre todo las situadas en el casco antiguo, acogen durante los días de Domingo de Ramos, Miércoles, Jueves y Viernes Santo y Domingo de Resurrección, solemnes procesiones que desde ese marco único de calles estrechas y pendientes suaves confieren a estos días un contenido especial en el que se conjugan tradición y devoción en un mismo fulgor.[59] Las últimas décadas han traído una creciente presencia activa de la mujer rojalera en cofradías y desfiles procesionales,[61] así como la incorporación de la juventud. La fecha del Domingo de Ramos señala el inicio de la Semana Santa, rememora aquella entrada triunfal de Jesús en Jerusalén montado en un asno, donde es recibido con ramas de olivo y palmas en señal de regocijo y bienvenida. A imagen y semejanza de esta entrada en Jerusalén la tradición cristiana continúa con la celebración de este domingo que marca el punto de partida de los actos propios de la Semana Santa.[62][63][64] En la actualidad, la totalidad de las imágenes y tronos que dan vida a la Semana Santa de Rojales se hallan expuestos desde la primavera de 1995 y durante todo el año en el Museo Demófilo Pastor, situado en el Centro Cultural de esta villa, lugar en el que pueden ser contemplados por visitantes y cuantas personas deseen acercarse a conocer de cerca estas obras de imaginería de incalculable valor para el patrimonio histórico y cultural de Rojales. Dicho Museo alberga entre sus paredes todas las imágenes que conforman y dan vida cada Pascua a la Semana Santa rojalera.[8] Este recinto abre sus puertas durante todo el año, de lunes a viernes (16:30h - 22:00h).[65]
  - Fiestas patronales en honor a San Pedro Apóstol y de Moros y Cristianos. A finales del mes de junio, desde 1978,[66] se celebran en el municipio de Rojales las fiestas de Moros y Cristianos en honor a San Pedro Apóstol, patrón de la localidad.[67] La comparsa Almohades fue la primera asociación festera en fundarse en el municipio en el año 1978.[68] Con el paso de tiempo y ya en la actualidad, las fiestas de Moros y Cristianos constan de un total de siete comparsas. Almohades, Tuareg, Benakíes y Bereberes conforman el bando moro; Contrabandistas, Piratas y Guerreros del Cid, el cristiano. Las fiestas comienzan con el acto de presentación de los capitanes o sultanes, máximos representantes de la fiesta, y abanderados y abanderadas de las distintas comparsas y de la Junta Central.[66] Ya en la semana de fiestas, la Batalla de la Pólvora es el evento, en el que ambos bandos escenifican una lucha por el poder de la localidad y en la cual se glosa un pregón en el que se repasa la actualidad municipal mediante un enfrentamiento oral.[69][70] Continúa el programa con la Charanga, el desfile más desenfadado de las fiestas, en la que los comparsistas se disfrazan. Las fiestas concluyen con las entradas moras y cristianas, en la que los miembros de las siete agrupaciones festeras desfilan con sus mejores galas.[66]
  - Banda de Música «La Lira» de Rojales,[71] fundada a mediados del siglo XIX.[cita requerida]
  - Banda de Música Santa Cecilia, fundada en el año 1978.[56]

## Fiestas
- Romería de San Isidro. Esta festividad es de gran importancia para los rojaleros, debido a que es un homenaje a los agricultores que han dedicado toda su vida a la tierra. El día de celebración es el 15 de mayo. Llevan el trono de San Isidro desde el pueblo hasta el monte. Es por la tarde cuando regresa a la Villa de nuevo. Además, el sábado y el domingo, Rojales organiza todo tipo de actividades como concursos de paellas, actuaciones de folclore popular o verbenas.[72]
- Nuestra Señora del Rosario. La Virgen del Rosario se celebra el 7 de octubre, con actos como misas o triduos.[73] Además, organizan actividades infantiles, deportivas, culturales o de ámbito religioso. También realizan una procesión, que va acompañada de la banda de música 'Santa Cecilia',[56] la dulzaina y el tamboril, en honor a la patrona.[74]
- San Pedro Apóstol. La celebración en honor a San Pedro Apóstol comienzan el 29 de junio, con actividades deportivas y culturales. Esta es una de las fechas más importantes en el calendario de los rojaleros. Para finalizar la festividad, realizan un desfile de Moros y Cristianos, y posteriormente, organizan charangas, batallas de pólvora y bailes en las kábilas.[66][67]

## Leyendas
Rojales cuenta en su patrimonio cultural con algunas de las leyendas más famosas de la Vega Baja del Segura y de la provincia de Alicante.
- La Leyenda de la Encantá. La Encantá es la leyenda más famosa de Rojales. La historia cuenta que hace ya bastantes siglos, en el Medievo, una princesa árabe llamada Zulaida o Zoraida se enamora de un príncipe cristiano, provocando las iras de su padre, el rey moro, que la maldice a vivir por siempre encantada dentro del monte redondo llamado Cabezo Soler, al lado del río Segura, en el camino que va del pueblo de Rojales a Guardamar. Todos los años, y sólo en la Noche de San Juan, la Encantá se aparece en el Cabecico Soler para que alguien la libere. Si algún hombre valiente se encuentra con ella, la Encantá le pedirá que la lleve en brazos hasta el río Segura para bañar sus pies y así poder romper el maleficio. Pero para el hombre que la lleva, la Encantá se hace cada vez más pesada, por no mencionar a los monstruos que salen a su encuentro, provocando que el pobre valiente caiga desfallecido al suelo soltando a la princesa y cargando a su vez con una nueva maldición, la de morir pisándose la lengua. Esta leyenda ha sido recordada gracias a la tradición oral y a la novelización del escritor Fausto Cartagena. También existe una obra teatral escrita por Salvador García Aguilar, que fue dirigida con gran éxito por el afamado director Alberto González Vergel y un mediometraje con título La leyenda de la Encantá, dirigido por Francisco Jorge Mora García y Joaquín Manuel Murcia Meseguer en el año 2002 y que obtuvo la Mención Especial en su categoría en el Festival Internacional de Cine Cinema Jove de Valencia. Años después, el compositor Francisco Jorge Mora García, compone varias piezas instrumentales y corales inspiradas en la leyenda de la Encantá.[25]
- La Leyenda de la Cruz de la Beata. Existe en Rojales, cerca del Monte la Talaya, un gran montón de piedras que forman una cruz en el suelo. La tradición cuenta que se debe echar una piedra en esta cruz para que no se aparezca la Beata. El origen de la leyenda está en el último tercio del siglo XIX. Don Tomás Sánchez, personaje acaudalado del pueblo y de grandes influencias políticas en la Vega Baja, estaba casado con Doña Ramona. Su hija Conchita, ere una joven de agradable apariencia pero que, al parecer, según la visión de la época, sufría trastornos mentales que podían derivar en convulsiones y pérdida de conocimiento. La joven tenía como único amigo al perro de la familia. Un día, una pareja llega al pueblo haciéndose pasar por hermanos. Se trataba de Pedro y Josefa. El carácter usurero de Pedro, así como el extraño comportamiento de estos supuestos hermanos, hizo que pronto se ganaran la desconfianza de algunos vecinos del pueblo. Pedro y Josefa compraron un olivar cerca de la finca de Don Tomás Sánchez, trabando gran amistad con la familia. A la muerte de Don Tomás, Doña Ramona cae en una profunda depresión, pasando Pedro a autoproclamarse administrador de la finca con fin de «ayudar» a la desdichada familia. Al poco tiempo, se hace público el casamiento de Pedro con la pobre Conchita, la inocente hija de Don Tomás. Esto provoca el escándalo en el pueblo, que ve con muy malos ojos esta unión. El alcalde y el cura intentan evitar el enlace pero finalmente se lleva a cabo. Doña Ramona no tarda en morir y es entonces cuando comienzan los malos tratos a Conchita. Pedro encierra a la muchacha en un cuarto oscuro, llegándola a atar con correas. Lo que parecían habladurías se confirma. Pedro y Josefa no son hermanos sino amantes que llegan al pueblo huyendo de un oscuro pasado. Propensos a la bebida, una noche desnudan a Conchita y abusan de ella. Cuando duermen profundamente presas de la embriaguez, Conchita los mata con una barra de hierro y los arrastra al campo, echándolos en una hondonada del terreno. Al día siguiente unos pastores encuentran a la joven muchacha medio desnuda intentando enterrar con piedras a la pareja de malhechores. Conchita es ingresada en un manicomio. Muchos años después vuelve al pueblo, pasando casi todas sus horas rezando en la iglesia y llevando a cabo obras de caridad. Manda levantar una cruz donde intentó enterrar a Pedro y Josefa y pide a todos los transeúntes que arrojen una piedra al suelo, ya que ella no fue capaz de enterrar en condiciones a la pareja y teme que se le aparezcan. Cuando Conchita muere es enterrada, según su última voluntad, en este lugar. Los rojaleros, cuando encuentran este montículo cercano al monte la Talaya, depositan una piedra en este lugar para que no se aparezca la Beata.[75] Esta leyenda fue novelizada por el escritor Fausto Cartagena.[cita requerida]
- La aparición de la Virgen del Rosario. Esta historia, para muchos, no es una leyenda sino un hecho real. Cuentan que el 16 de abril de 1936, la niña Engracia Feliu Hernández, hija de la niña perdida de 1896, estaba jugando con unas amigas cerca del río cuando vieron un gran resplandor envuelto en humo que se extendía sobre las ramas de un álamo. Al acercarse pudieron ver como esta luminaria tenía la forma de una mujer con manto que sostenía un niño. Pronto la identificaron como la Virgen del Rosario. Esta visión provocó un gran alboroto en la vecindad, que inundó las calles en un instante. Algunos, incrédulos ante lo que veían decidieron, en primer lugar, apagar las luces del pueblo y, seguidamente, tras comprobar que no se trataba de ningún foco o reflejo, cortar el álamo. Al caer el álamo, la imagen continuó un rato en el aire hasta que desapareció. Esta historia esta recogida con maestría en los escritos del cronista Fausto Cartagena: […] Recuerdo haber visto un resplandor vivísimo en lo más alto del árbol; un resplandor extraño, desacostumbrado, que en su contorno figuraba como la imagen de una Virgen. Mirando uno fijo parecía vérsele la cara, los brazos, los pies y siempre esa sobrenatural atmósfera que envuelve lo Divino, aureola mágica de luz desconocida. Y era la Virgen del Rosario porque estábamos en Rojales. Eso nadie lo puso en duda […].[cita requerida]

## Gastronomía
Rojales cuenta con una gran variedad de productos autóctonos de su huerta. Naranjas, limones, alcachofas, pimientos y ñoras están presentes en muchos de los platos típicos de este pueblo.[cita requerida] Las comidas típicas oficiales son el cocido con pelotas, el arroz con conejo y la tortilla de patatas, alcachofas o habas tiernas. De dulce: almojábenas, toñas de repulgo, almendrados, mantecados, buñuelos de calabaza o dulce de membrillo, rollitos de anís, etc., hacen las delicias de lugareños y visitantes.

## Deportes
Rojales cuenta con el histórico Club Deportivo Tháder, fundado en 1923, que actualmente milita en Regional Preferente, Grupo (IV). El C.D. Thader posee una filial (C.D. Thader B) que milita en la categoría regional. También posee una escuela de fútbol base (prebenjamín, benjamín, infantil y juvenil, además de un equipo femenino) en la cual juegan niños y niñas desde las tempranas edades de 6 años hasta los ya casi adultos que esperan una oportunidad, de 19 años. En su cantera ha tenido jugadores como Moi Gómez o Xavi Simons. El C.D. Thader juega en el estadio municipal Moi Gómez, el cual puede acoger a 1500 espectadores. Está ubicado en el complejo polideportivo de la Villa. Rojales también posee un equipo de fútbol sala.
Indicar que el complejo polideportivo cuenta con las siguientes instalaciones: pabellón cubierto, campos de fútbol —1 de césped, 1 de tierra y 1 de césped artificial—, dos pistas de bádminton, dos pistas de pádel, pistas de petanca, tiro olímpico, piscinas (grande, mediana y pequeña), pista de fútbol sala, pista de baloncesto, de tenis, parque infantil, etc. Aun así, muchos habitantes de la localidad piden que se construyan más instalaciones deportivas.[cita requerida]